# Täuschendes Tausendblatt
Das Täuschende Tausendblatt (Myriophyllum simulans) ist eine Pflanzenart aus der Gattung Tausendblatt (Myriophyllum) in der Familie der Tausendblattgewächse (Haloragaceae).

## Merkmale
Das Täuschende Tausendblatt ist eine ausdauernde krautige Pflanze, die Wuchslängen von 30 bis 50 Zentimeter erreicht. Sie wächst als Unterwasserpflanze oder auch über Wasser (Hydrophyt).
Diese Art ist einhäusig getrenntgeschlechtig (monözisch). Die ungestielten, männlichen Blüten enthalten Kelchblätter, 2,5 bis 3 mm lange, rötliche Kronblätter und acht Staubblätter. Bei den ungestielten, weiblichen Blüten fehlen Kelch- und Kronblätter; sie enthalten rosa oder rote Narben. Die Deckblätter sind meist stielrund, leicht fleischig und ganzrandig. An ihrer Spitze befindet sich eine Drüse. Die eiförmigen, 1 mm langen, rötlichen Teilfrüchte sind am Rücken gerundet und höckrig.
Die Blütezeit reicht von Juni bis Oktober.

## Vorkommen
Das Täuschende Tausendblatt kommt in Südost-Australien und Tasmanien in Sümpfen, Seen und Flüssen mit geringer Fließgeschwindigkeit vor.

## Nutzung
Diese Art wird häufig als Aquarienpflanze und selten als Zierpflanze in Gartenteichen genutzt. Sie ist seit spätestens 1983 in Kultur.